# Carlo Braida
Carlo Braida (* 16. Januar 1868 in Udine; † 9. September 1929 in San Vito al Tagliamento) war ein italienischer Radrennfahrer.
Carlo Braida startete 1890 als Berufssportler. In diesem Jahr wurde er italienischer Straßenmeister.
Später engagierte sich Braida für die Einführung des Fußballspiels in Italien, das er selbst bei Aufenthalten im Ausland kennengelernt hatte.